# Jesse Douglas
Jesse Douglas (Nova Iorque, 3 de julho de 1897 — Nova Iorque, 7 de outubro de 1965) foi um matemático estadunidense.
Foi o primeiro a receber a Medalha Fields, em 1936, juntamente com Lars Valerian Ahlfors, pela solução do problema de Plateau da geometria diferencial.